# إبراهيم الحيدري
إبراهيم الحيدري هو عالم اجتماع عراقي (مواليد بغداد 8 مارس عام 1936). ولديه خبرة تدريس حيث دَرّس في معهد الأثنولوجيا الاجتماعية بجامعة برلين الغربية (1972-1976)، وفي قسم الاجتماع في كلية الآداب بجامعة بغداد (1977-1980)، وأستاذًا زائرًا في معهد الأثنولوجيا الاجتماعية بجامعة برلين الغربية (1981- 1982). وله عدد من المؤلفات. توفي الحيدري في 23 مايو 2024 عن عمر ثمانية وثمانون سنةً.

## سيرته
ولد الحيدري في الكاظمية ببغداد في 8 مارس 1936، وأكمل بها دراسته الابتدائية والمتوسطة والثانوية. حصل على شهادة البكالوريوس في الآداب من قسم الاجتماع في كلية الآداب بجامعة بغداد سنة 1962، وحصل على الماجستير في علم الاجتماع من جامعة فرانكفورت بألمانيا عام 1969. نال دكتوراه الفلسفة في الأثنولوجيا الاجتماعية بدرجة امتياز من جامعة برلين الغربية عام 1974. ونال درجة أستاذ مشارك في علم الاجتماع.
دَرّس في معهد الأثنولوجيا الاجتماعية بجامعة برلين الغربية (1972-1976)، وقسم وفي قسم الاجتماع في كلية الآداب بجامعة بغداد (1977-1980)، وكان أستاذًا زائرًا في معهد الأثنولوجيا الاجتماعية بجامعة برلين الغربية (1981- 1982)، ومعهد علم الاجتماع بجامعة عنابة في الجزائر (1983-1992).
أعد عددًا من البحوث الميدانية، منها: «طقوس العزاء الحسيني في عاشوراء في الكاظمية وكربلاء» عام 1968، وفي مدينة النبطية في جنوب لبنان عام 1974، و«بقايا النظام الأمومي عند الطوارق» سنة 1986.
شارك في مؤتمرات وملتقيات علمية عديدة، عربية وأجنبية، في برلين وفرانكفورت وفرايبورغ وبغداد والبصرة ولندن وبيروت والجزائر وعنابة ومدريد وغيرها. كما ألف وترجم عدة كتب وعشرات البحوث النظرية والميدانية باللغات العربية والألمانية والإنكليزية.

## قائمة المؤلفات والبحوث

### باللغة العربية
الكتب
1. الفتوة بين التراث والمعاصرة، السلسلة الثقافية، بغداد 1980
2. أثنولوجيا الفنون التقليدية- دراسة سوسيولوجية لفنون وصناعات وفولكلور المجتمعات التقليدية، دار الحوار، ا للاذقية 1984
3. صورة الشرق في عيون الغرب- دراسة للأطماع الأجنبية في العالم العربي، دار الساقي، بيروت 1966
4. تراجيديا كربلاء- سوسيولوجيا الخطاب الشيعي، دار الساقي، بيروت 1999
5. النظام الأبوي وإشكالية الجنس عند العرب، دار الساقي، بيروت 2003
6. علي الوردي، شخصيته ومنهجه وأفكاره الاجتماعية، دار الجمل، كولون 2006
7. النقد بين الحداثة وما بعد الحداثة، دار الساقي، بيروت 2012
8. الشخصية العراقية - البحث عن الذات، دار التنوير، بيروت 2013
9. سوسيولوجيا العنف والإرهاب، دار الساقي، بيروت 2015
10. الحركات الاجتماعية في الإسلام 1975 (بالألمانية)
11. علم اجتماع البداوة، ترجمة كتاب علي الوردي (دراسة في طبيعة المجتمع العراقي 1972 (بالألمانية)

الدراسات والبحوث
1. نظرية حق الأم الطبيعي وفلسفة التاريخ عند باخوفن، مجلة كلية الآداب- جامعة بغداد، العدد 26، بغداد 1979
2. الحضارة والمدنية، مجلة أطروحات في النظرية الاجتماعية والمجتمع، العدد الأول، منشورات جامعة عنابة، الجزائر 1983
3. رؤية نقدية لمفهوم علم الاجتماع عند هوركهايمر وادورنو، في: أطروحات في النظرية الاجتماعية والمجتمع، العدد 2، جامعة عنابة- الجزائر 1984
4. النظرية النقدية وديالكتيك عصر التنوير، دراسات عربية، العددان9/10 بيروت، تموز 1989
5. جدلية الحوار حول أطروحة ماكس فيبر «البروتستانتية وروح الرأسمالية» مجلة العلوم الاجتماعية، جامعة الكويت، المجلد الثامن عشر، العدد الأول، الكويت 1990
6. ازمة الحضارة الغربية- بين الحداثة وما بعد الحداثة في كتاب الحضارة الإنسانية بين التصور الديني والنظريات الوضعية، الجزء الأول، منشورات جامعة العلوم الإسلامية لندن 1991
7. النظام الوراثي في الإسلام عقبة في طريق تكوين رأسمالية حديثة، لمكسيم رودنسون، مجلة دراسات عربية، العدد1/2 كانون الأول، بيروت 1992
8. أزمة المجتمعات العربية - هل هي أزمة هوية؟ مجلة النور، العدد66، لندن 1996
9. في العلم والتقنية- مدخل تعريفي إلى يورغن هابرماس، مجلة أبواب، العدد 7, دار الساقي، لندن 1996
10. ملاحظات حول مكانة المرأة العربية قبل الإسلام، مجلة أبواب، العدد 3 دار الساقي، بيروت 1997
11. مقدمات سوسيولوجية لدراسة المجتمع العراقي، مجلة الموسم، العددان 42/41، هولندا 1997
12. مدرسة فرانكفورت في علم الاجتماع النقدي، مجلة أبواب، العدد 17، دار الساقي بيروت 1998
13. منهج ومنهجية الكتابة التاريخية، مجلة المعهد، العدد الأول، معهد الدراسات العربية والإسلامية، لندن 1999
14. كيف يكتشف الأطفال النقود الحبيبة؟ مجلة الاغتراب الأدبي العدد 43، لندن 1999
15. إشكالية الثقافة والديمقراطية وتطبيقاتها في العراق- ملف الإسلام والديمقراطية، مجلة المعهد، العدد الثاني، معهد الدراسات العربية والإسلامية، لندن 1999
16. إشكالية الركود الاجتماعي والاستبداد عند عبد الرحمن الكواكبي، مجلة إسلام 21، المنبر الدولي للحوار الإسلامي، العدد 23، لندن 2000
17. ثورة العشرين في ذكراها الثمانين، مجلة شؤون إسلامية، العدد 5 لندن 2000
18. إشكالية الثقافة والشخصية- محاولة للتعريف بالذات، مجلة عيون، العدد 10 كولون/ ألمانيا 2000
19. الميثولوجيا العربية وتفسير البنية الفكرية والاجتماعية، مجلة الاغتراب الأدبي، العدد 52، لندن 2002
20. ترييف المدن العربية، المختار من أدب المغتربين العراقيين، أعداد صلاح نيازي، الجزء الأول، لندن 2004
21. المحنة في العراق اليوم - استلاب الثقافة واغتراب الشخصية، مجلة النور، العددان 163و164، كانون الثاني، لندن 2005
22. علي الوردي يعيد إنتاج نظرية ابن خلدون ويتخذ من منطقه نموذجا - ستمائة عام على رحيل ابن خلدون، مجلة النور، العدد175، لندن 2006
23. تجربة التحديث في الشرق، لماذا لم تنجح في مصر ونجحت في اليابان؟، مجلة النور، العدد 173، لندن 2006
24. إعادة إنتاج الهوية العراقية، محاولة لمعرفة الذات ونقدها، مجلة الثقافة، العدد 317، بغداد 2006
25. العنف والإرهاب بين استعمال القوة وتزييف الحقائق، مجلة النور، العدد 178، لندن2007
26. الإسلام والحداثة: القسم الأول ـ علم الكلام والمجتمع، إسلام 21، لندن 2007
27. خصوصية الاستشراق الألماني- منهجية علمية وموضوعية صارمة صنيعة الفلسفة المثالية، مجلة النور، العدد 180، لندن 20
28. العولمة والنظام الدولي الجديد- محاولة لاستشراف القرن الواحد والعشرين، مجلة تواصل، وزارة الثقافة لعراقية، بغداد 2007
29. المعنى التأويلي للوجود والزمن- في الذكرى العشرين لرحيل الفيلسوف الألماني مارتين هايدغر، مجلة الأقلام، بغداد

### المؤلفات باللغات الأجنبية
1. Ubersetzung aus dem Arabischen mit Weirauch : Ali Al - Wardi, Soziologie des Nomadentums, Studie uber die Irakische Gesellschaft, Sozioligische Texte Nr. 73. Luchterhand, Verlag, Neuwied und Darmstadt 1972 (454S.) mit nachwort zu Ali AL- wardi (S. 453-447).
2. zur Soziologie des shiitischen Chiliasmus. Ein Beitrag zur Erforschung des Irakischen Passionsspiels, Islamkundliche Utersuchungen,Bd.31. Klaus Schwarz Verlag, Freiburg im Breisgau 1975, 274 S.
3. Die Ta ziya, das schiitische Passionsspeil im Lebanon. Journal of American Oriental Society Suppl. III Franz Steiner Verlag, Wiesbaden 1977, S.430-437.
4. Das Aulflosungsprozess des Beduinentums in Irak, in: Abhandlung des geographischen Insititut Anthropo-geographischie. Bd.33, Berlin1982 (S.139 – 1942)
5. Beduinen im Zeichen des Erdols. Von F. Scholz, (Besprechung) in: Sozio-psyschologie, Nr Iv, Berlin 1984.
6. The Retuals of Ashura, in: Ayatolahs, Sufis and Ideologies. Ed. By F. A. Jabar, P. 101-114 Saqi Book, London 2
7. Fear of Reform,Muntada,Libya Human & political Delevopment Forum, London, 02. 05. 2005
8. Islam and Modernity,Islam21,Forum for Islamic Dialoque, London 12 Jan. 2007
9. Theology and Sociology-Compatibility,Islam 21,Forum for Islamic Dialoque,London 11May